# Pong Tam
Pong Tam (en thaï : ปงตำ) est un tambon (sous-district) du district de Chai Prakan, dans la Province de Chiang Mai en Thaïlande. En 2005, elle avait une population totale de 8267 personnes réparties dans 8 villages.